# Polyphem-Maler

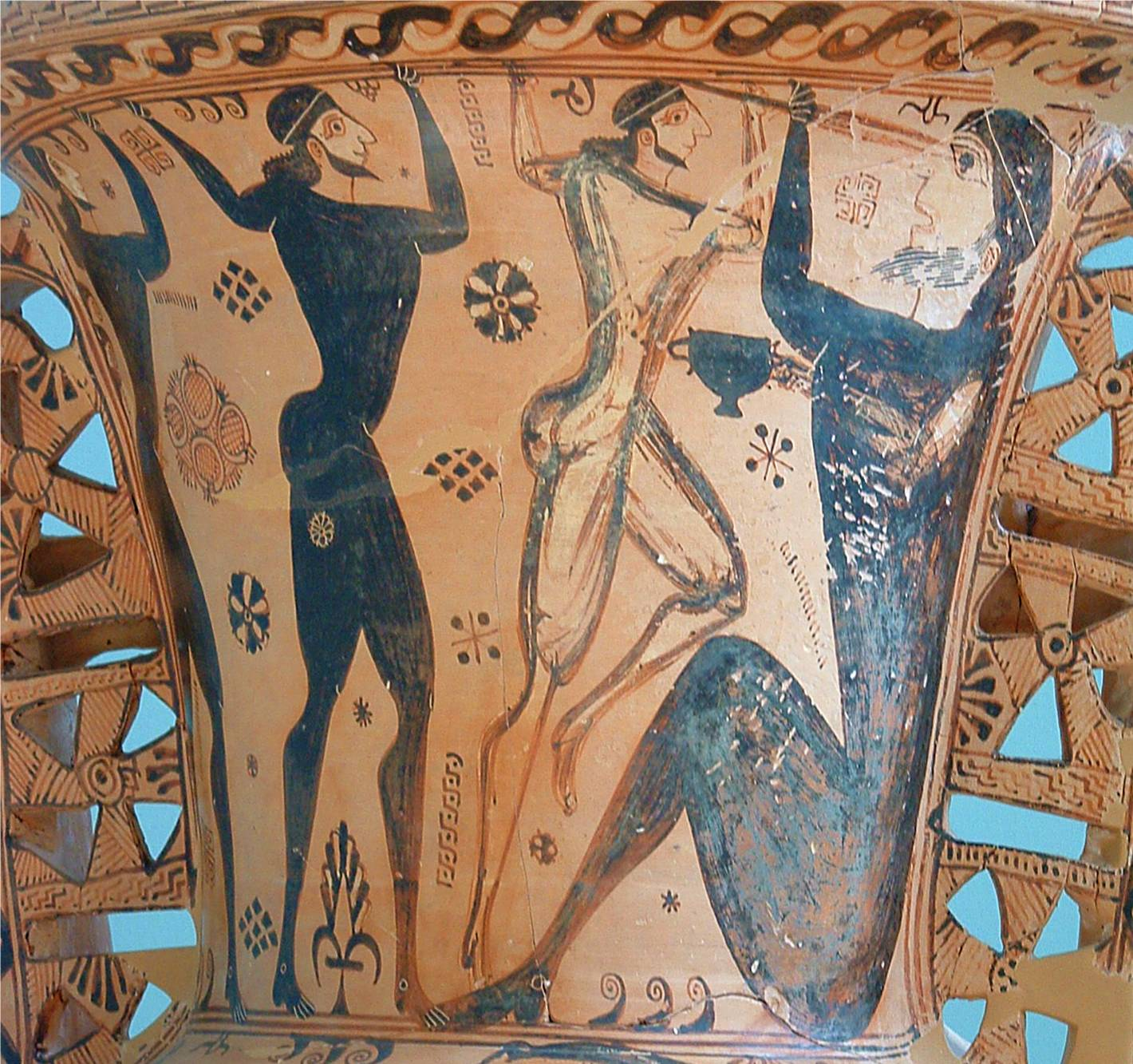
Odysseus und seine Gefährten blenden Polyphem. Detail einer proto-attischen Amphora, um 650 v. Chr., Museum von Eleusis, Inv. 2630

Der Polyphem-Maler war ein mittelprotoattischer Vasenmaler, der in Athen oder auf Ägina arbeitete. Er gilt als einer der Neuerer in der attischen Kunst und führte mehrere mythologische Themen in die attische Kunst ein. Die Werke des Malers werden in die Zeit zwischen 670 und 650 v. Chr. datiert. Wahrscheinlich war er nicht nur Vasenmaler, sondern auch der Töpfer der von ihm bemalten Gefäße.
Der Polyphem-Maler war wohl Schüler des Mesogeia-Malers. Er erhielt seinen Notnamen nach einem Bild auf einer Halsamphora, die in Eleusis gefunden wurde und als Grabvase eines Kindes gedient hatte (Museum von Eleusis, Inv. 2630). Das Halsbild, das die Blendung des Polyphem zeigt, und das Bauchbildnis mit Perseus und den Gorgonen gehören zu den ersten deutbaren Darstellungen griechischer Mythologie auf Vasenbildern. In der Antikensammlung Berlin befanden sich zwei Ständer, die vom Polyphem-Maler verziert wurden, von denen einer, mit der Inventarnummer A42, im Zweiten Weltkrieg verloren ging. Während auf beiden eine ähnliche Prozession von Männern mit Speeren dargestellt waren, war auf dem verlorenen Ständer einem der Figuren der Name Menelas (Menelaos) beigeschrieben, wobei es sich um die erste bekannte gemalte Inschrift in der attischen Kunst handelt. Sie ist im dorischen Dialekt geschrieben, der für Attika untypisch war, aber auf Ägina gesprochen wurde. Da alle Figuren identische Kleidungsstücke tragen, handelt es sich bei der Gruppe von Männern vielleicht um einen Chor. Es wurde daher vorgeschlagen, die Inschrift als Gesang des Chors zu verstehen, da für Chorgesänge der dorische Dialekt gebraucht wurde. Diese Interpretation wurde von einigen Forschern aufgegriffen, von anderen aber abgelehnt und muss als unsicher gelten.